# Spur des Falken
Pour plus de détails, voir Fiche technique et Distribution.
Spur des Falken (L'Empreinte du faucon en français) est un film est-allemand réalisé par Gottfried Kolditz, sorti en 1968.

## Synopsis
1875. Ce sera bientôt la ruée vers l'or dans les Black Hills. Le gouvernement américain ne parvient pas à acheter leurs terres aux Lakotas. Il va prendre ces terres par la force et mettre les Indiens dans des réserves.
Le chef indien Faucon Perçant croise deux chercheurs d'or. Il prédit l'invasion d'autres prospecteurs. Lors du conseil qui suit, la tribu se divise. Une partie veut rejoindre la réserve tandis que le groupe autour de Faucon Perçant restera sur son territoire. Alors que les prospecteurs arrivent par le train, Falcon découvre un troupeau de bisons abattu. Il décide de s'attaquer au train de l'Union Pacific, mais y renonce. Dans le train, il y a Bludgeon, un homme d'affaires, pour qui Faucon a une inimitié personnelle. Bludgeon prétend avoir la possession des terrains avec les gisements d'or et vend des parcelles aux nouveaux arrivants et aux officiers de l'armée. Il fait expulser les chercheurs déjà présents. Quand un chercheur et trois personnes de sa famille meurent, Bludgeon accuse les Indiens. Il dresse les habitants de Tanglewood à attaquer les Indiens dans leur village et à les tuer. Ignorant la division de la tribu, ils tombent sur le groupe qui veut aller dans la réserve. L'armée intervient et se retrouve contraint de se défendre contre les Indiens. Faucon appelle à la guerre, d'une part pour que la tribu obtienne des droits, de l'autre pour se venger de Bludgeon. Le dénouement est la mort de Bludgeon qui chute d'une falaise.
Le film Les Loups blancs (Weiße Wölfe) constitue une suite.

## Fiche technique
- Titre : Spur des Falken
- Réalisation : Gottfried Kolditz assisté d'Eleonore Dressel et d'Eva Seemann
- Scénario : Günter Karl
- Musique : Karl-Ernst Sasse, Wolfgang Meyer
- Direction artistique : Paul Lehmann
- Costumes : Günter Schmidt
- Photographie : Otto Hanisch (de)
- Son : Bernd Gerwien
- Montage : Helga Krause
- Production : Dorothea Hildebrandt
- Sociétés de production : DEFA
- Société de distribution : VEB Progress Film-Vertrieb
- Pays d'origine :  Allemagne de l'Est
- Langue : allemand
- Format : Couleurs - 2,35:1 - Mono - 35 mm
- Genre : Western
- Durée : 121 minutes (100 en Allemagne de l'Ouest)
- Dates de sortie :
  -  Allemagne de l'Est : 22 juin 1968.
  -  Allemagne de l'Ouest : 25 juin 1969.
  -  Tchécoslovaquie : 29 août 1969.

## Distribution
- Gojko Mitić : Faucon Perçant (Weitspähender Falke)
- Hannjo Hasse : Joe Bludgeon
- Barbara Brylska : Catherine Emerson
- Lali Meszchi : Cheveux-Bleus
- Rolf Hoppe : James Bashan
- Hartmut Beer (de) : Fletcher
- Helmut Schreiber (de) : Samuel Blake
- Fred Delmare : Peter Hille
- Milan Jablonský : Bad Face
- Holger Mahlich (de) : Pat
- Fred Ludwig (de) : Emmerson
- Horst Kube : Chat
- Dietmar Richter-Reinick (de) : Lieutnant Forsythe
- Fritz Mohr : Sergent McDryden
- Paul Berndt : Bill Meyers
- Otar Koberidse : Tasunka-witko
- Wilfried Roil : Krähe
- Klaus Jürgen Kramer : Cerf agile
- Fritz Marquardt : Un mineur
- Michael Gwisdek : Un mineur
- Winfried Glatzeder : Un mineur
- Doudoukhana Tserodze

## Tournage
Le film est tourné près de Babelsberg et dans le Caucase avec l'aide des studios de Grusia-Film à Tbilissi. Le tournage dans les hautes montagnes fut arrêté plusieurs fois à cause d'inondations et d'un glissement de terrain.
La locomotive de l'Union Pacific est en fait une locomotive de Lokomotivbau Karl Marx.

## Source de la traduction
- (de) Cet article est partiellement ou en totalité issu de l’article de Wikipédia en allemand intitulé « Spur des Falken (1968) » (voir la liste des auteurs).